# Natura 2000-område nr. 104 Lilleskov og Troldsmose
 Natura 2000-område nr. 104 Lilleskov og Troldsmose består af et habitatområde H 189 og et Fuglebeskyttelsesområde. Natura 2000-området ligger i Nørreskoven på nordkysten af øen Als, nord for Guderup i Sønderborg Kommune, i vandplanoplandene 1.11 Vadehavet. Området omfatter 105 hektar, der er ejet af staten.
Området indeholder både lysåbne strandengsarealer og forskellige skovnaturtyper. Strandengene og de ferske vådbundsområder er afsnøret fra Lillebælt af en høj rullestensstrandvold. Engene går over i sumpskov, som i områdets sydligste del fortsætter i løvskov på kuperet randmoræne. Elle- og askeskov forekommer i smalle bræmmer langs nogle af vandløbene, og kildevæld, som er jævnt fordelt i den lave del af skoven.
På de højereliggende områder findes naturtyperne bøg på muld og bøg på mor samt ege-blandskov.
Vandhullerne i området er levested for stor vandsalamander. I Bosted Made er der fundet skæv vindelsnegl i kærstarbevoksninger.

## Eksterne kilder og henvisninger
1. ↑  "Vandplan 1.11 Lillebælt/Jylland" (PDF). Arkiveret fra originalen (PDF) 28. oktober 2017. Hentet 27. oktober 2017.

- Kort over området på miljoegis.mim.dk
- Naturplanen Arkiveret 28. oktober 2017 hos  Wayback Machine
- Basisanalysen 2016-21 Arkiveret 28. oktober 2017 hos  Wayback Machine